# Lubudi (tillflöde till Sankuru)
Lubudi är ett vattendrag i Kongo-Kinshasa, ett biflöde till Sankuru. Det ligger i provinserna Kasaï och Kasaï Central, i den centrala delen av landet, 700 km öster om huvudstaden Kinshasa. En del av Lubudi bildar gräns mellan provinserna. Efter den belgiska koloniseringen av kungariket Kuba utgjorde Lubudis nedre lopp den östra gränsen för territoriet Mweka där kolonialmakten erkände kungen av Kubas roll, men gränsen flyttades senare österut.